# 완즈
굳굳
완즈(Wanz, 본명 Michael Wansley, 1961년 미국 워싱턴주 시애틀 ~ )은 미국의 R&B 가수이다. 1980년부터 Boys Will Be Boys에서 활동하면서 음악 활동을 시작했으며, 그가 피쳐링한 맥클모어와 라이언 루이스의 합작 Thrift Shop은 빌보드 핫 100 차트에서 4주 동안 1위를 하기도 했다.